# Drużynowe Mistrzostwa Polski na Żużlu 1952
Drużynowe Mistrzostwa Polski na Żużlu 1952 – 5. edycja drużynowych mistrzostw Polski, organizowanych przez Polski Związek Motorowy (PZMot).
Zwycięzca I Ligi zostaje mistrzem Polski w sezonie 1952. Obrońcą tytułu z poprzedniego sezonu jest Unia Leszno, która triumfowała również w tych rozgrywkach.

## I Liga
Mecze rozgrywano na takich samych zasadach jak w sezonie 1951. Ustalono, że odbędą się 4 pełne rundy, a do 5 rundy przystąpi 8 tylko najlepszych zespołów. Po rozegraniu 5 rund cztery najlepsze drużyny przystąpią do fazy pucharowej. Przed rozgrywkami swoje siedziby zmieniły dwie Centralne Sekcje Żużlowe: „Ogniwo” – z Bytomia do Łodzi i „CWKS” – z Warszawy do Wrocławia.

### Kolejność po rundzie zasadniczej DMP 1952
| Poz. | Klub                  | Mecze | Pkt. | Małe pkt. |
| ---- | --------------------- | ----- | ---- | --------- |
| 1    | CWKS Wrocław          | 5     | 10   | +68       |
| 2    | Unia Leszno           | 5     | 10   | +67       |
| 3    | Spójnia Wrocław       | 5     | 8    | +63       |
| 4    | Gwardia Bydgoszcz     | 5     | 6    | +31       |
| 5    | Ogniwo Łódź           | 5     | 6    | -1        |
| 6    | Górnik Rybnik         | 5     | 4    | +8        |
| 7    | Stal Ostrów Wlkp.     | 5     | 2    | -50       |
| 8    | Włókniarz Częstochowa | 5     | 2    | -72       |
| 9    | Kolejarz Rawicz       | 4     | 0    | -31       |
| 10   | Budowlani Warszawa    | 4     | 0    | -83       |

### Faza półfinałowa
|          | Zespół 1.    |    | Zespół 2.         | Wynik |
| -------- | ------------ | -- | ----------------- | ----- |
| Msc. 1-4 | Unia Leszno  | vs | Spójnia Wrocław   | 29:23 |
| Msc. 1-4 | CWKS Wrocław | vs | Gwardia Bydgoszcz | 33:17 |

### Faza finałowa
|          | Zespół 1.       |    | Zespół 2.         | Wynik |
| -------- | --------------- | -- | ----------------- | ----- |
| Finał    | CWKS Wrocław    | vs | Unia Leszno       | 19:35 |
| Msc. 3-4 | Spójnia Wrocław | vs | Gwardia Bydgoszcz | 45:9  |

### Ostateczna kolejność DMP 1952
| Poz. | Klub                  |
| ---- | --------------------- |
| 1    | Unia Leszno           |
| 2    | CWKS Wrocław          |
| 3    | Spójnia Wrocław       |
| 4    | Gwardia Bydgoszcz     |
| 5    | Ogniwo Łódź           |
| 6    | Górnik Rybnik         |
| 7    | Stal Ostrów Wlkp.     |
| 8    | Włókniarz Częstochowa |
| 9    | Kolejarz Rawicz       |
| 10   | Budowlani Warszawa    |

## DMP maszyn przystosowanych
Kraj podzielono na 4 strefy: południową, północną, wschodnią i zachodnią.
Strefa zachodnia składała się z czterech okręgów: poznańskiego, opolskiego, wrocławskiego i zielonogórskiego. W okręgach opolskim i wrocławskim nie rozegrano żadnych spotkań. W okręgu zielonogórskim eliminacje wygrała Stal Zielona Góra pokonując Stal Gorzów Wielkopolski. Drużyny strefy zachodniej:
- Gwardia Krotoszyn
- Gwardia Śrem
- Kolejarz Piła
- Kolejarz Skalmierzyce
- Ogniwo Wągrowiec
- Spójnia Gniezno
- Stal Gorzów Wielkopolski
- Stal Zielona Góra
- Unia II Leszno

Strefa południowa to 2 okręgi: katowicki i rzeszowski. Mistrzem okręgu katowickiego został Włókniarz II Częstochowa. Mistrzem okręgu rzeszowskiego została Stal Rzeszów. Drużyny strefy południowej:
- Budowlani II Rybnik
- Górnik Czeladź
- Gwardia Rzeszów
- Stal Cieszyn
- Stal Rzeszów
- Stal Świętochłowice
- Włókniarz II Częstochowa